# (24249) Bobbiolson
(24249) Bobbiolson est un astéroïde de la ceinture principale.

## Description
(24249) Bobbiolson est un astéroïde de la ceinture principale. Il fut découvert le 4 décembre 1999 aux Monts Santa Catalina par le projet CSS. Il présente une orbite caractérisée par un demi-grand axe de 2,40 UA, une excentricité de 0,22 et une inclinaison de 3,3° par rapport à l'écliptique.

## Compléments